# Ancien palais royal d'Athènes
 (mai 2020).
Si vous disposez d'ouvrages ou d'articles de référence ou si vous connaissez des sites web de qualité traitant du thème abordé ici, merci de compléter l'article en donnant les références utiles à sa vérifiabilité et en les liant à la section « Notes et références ».
Le palais royal de Grèce, aussi connu sous le nom de vieux palais ou ancien palais royal (grec moderne : Παλαιά Ανάκτορα), est un bâtiment néoclassique à Athènes, en Grèce, construit entre 1836 et 1843 pour devenir la résidence principale de la famille royale hellénique, et siège du Parlement depuis 1929.
En 1836, le roi Othon Ier charge l'architecte bavarois Friedrich von Gärtner, recommandé par son père Louis Ier de Bavière, de construire un palais pour abriter non seulement la famille royale, mais aussi le cabinet ministériel. Dans le même temps, l'architecte organise les plans du futur Jardin National avec la reine Amélie qui jouxtent le palais. Le bâtiment est la résidence royale officielle jusqu'en 1910, date à laquelle Georges Ier choisit de s'installer au palais d'Irodou Attikoú, non loin de là, qui abrite aujourd'hui la présidence de la République hellénique. Sur le côté ouest du bâtiment, le site a été transformé dans l'entre-deux-guerres en monument au soldat inconnu. 
De nos jours, le palais abrite le Parlement grec (Βουλή των Ελλήνων), le bureau du Président de l'Assemblée, ses vice-présidents, la salle de réunion du Cabinet, la chaîne de télévision du Parlement ainsi que les services administratifs. Il est accessible en transport en commun par le réseau de bus et de métro (station Syntagma).

## Histoire

### Un nouveau palais royal pour un nouveau royaume

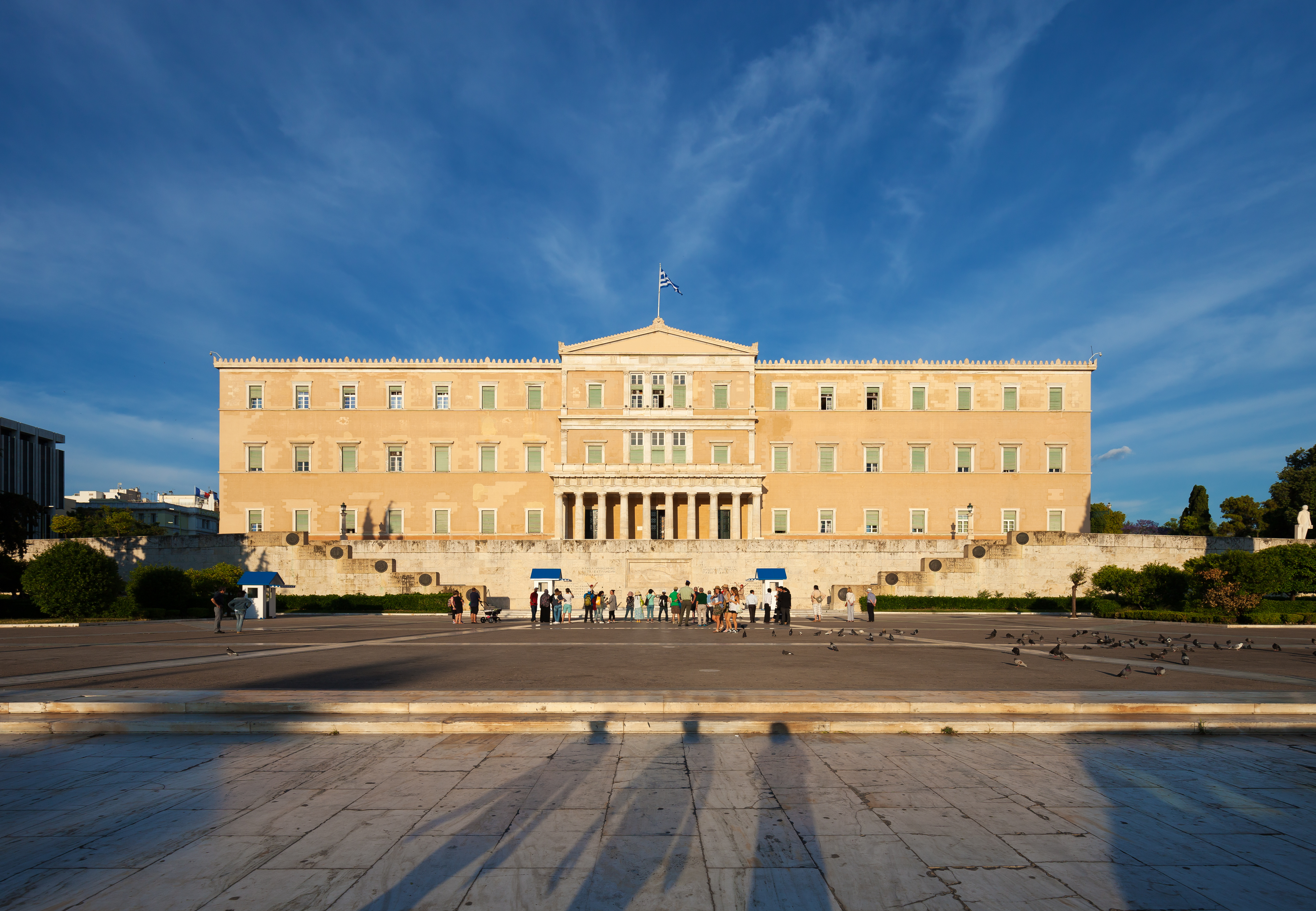
Vue sur le palais royal depuis la place Syntagma.

Lorsque la Grèce devient indépendante en 1830, par le protocole de Londres, se pose la question des futures institutions. En 1832, l'élection au trône de Grèce a désigné Othon de Bavière pour devenir le premier roi de Grèce : le pays sera donc une monarchie, mais il lui manque une capitale. Othon et son épouse Amélie débarquent à Nauplie, une petite ville du Péloponnèse, qui est déclarée capitale provisoire. Située dans le golfe Argolique, elle est, à l'époque, l'une des places fortes les mieux protégées de la mer Méditerranée grâce à son réseau de fortifications. En 1834, après que le jeune roi a visité l'Attique, il décide officiellement de faire d'Athènes sa capitale, émerveillé par le spectacle des ruines du Parthénon. La cité athénienne bénéficie d'un prestige qui rend ce choix évident à ses yeux. Alors que plusieurs architectes s'attèlent à redonner à la ville sa splendeur d'antan et à la moderniser, le choix de la nouvelle résidence royale fait débat : le projet initial vise à reconstruire le Parthénon, mais ce choix est trop coûteux et finalement rejeté. Les autres projets de Leo von Klenze, Karl Friedrich Schinkel et Édouard Schaubert ne convainquent pas non plus : les sites retenus, comme Omonia et Kerameikos ne font pas l'unanimité. À la fin de l'année 1835, c'est finalement le plan de l'architecte personnel du roi de Bavière (père d'Othon), Friedrich von Gärtner, qui est retenu.
Le chantier de construction proposé par Friedrich von Gärtner est à l'intersection des rues Stadiou et Ermou. Le site est alors une petite colline lisse qui surplombe légèrement les quartiers de Monastiraki et de la Plaka. Les dessins de Gärtner sont aujourd'hui conservés à Munich et à Athènes, où l'on peut voir la précision de ses plans. La fondation du bâtiment a lieu le 25 janvier 1836 du calendrier julien (soit le 6 février dans le calendrier grégorien) en présence des officiels hellènes, de la reine, du monarque et de son père. Le financement a d'ailleurs été entièrement assuré par ce dernier, en cadeau pour son fils.

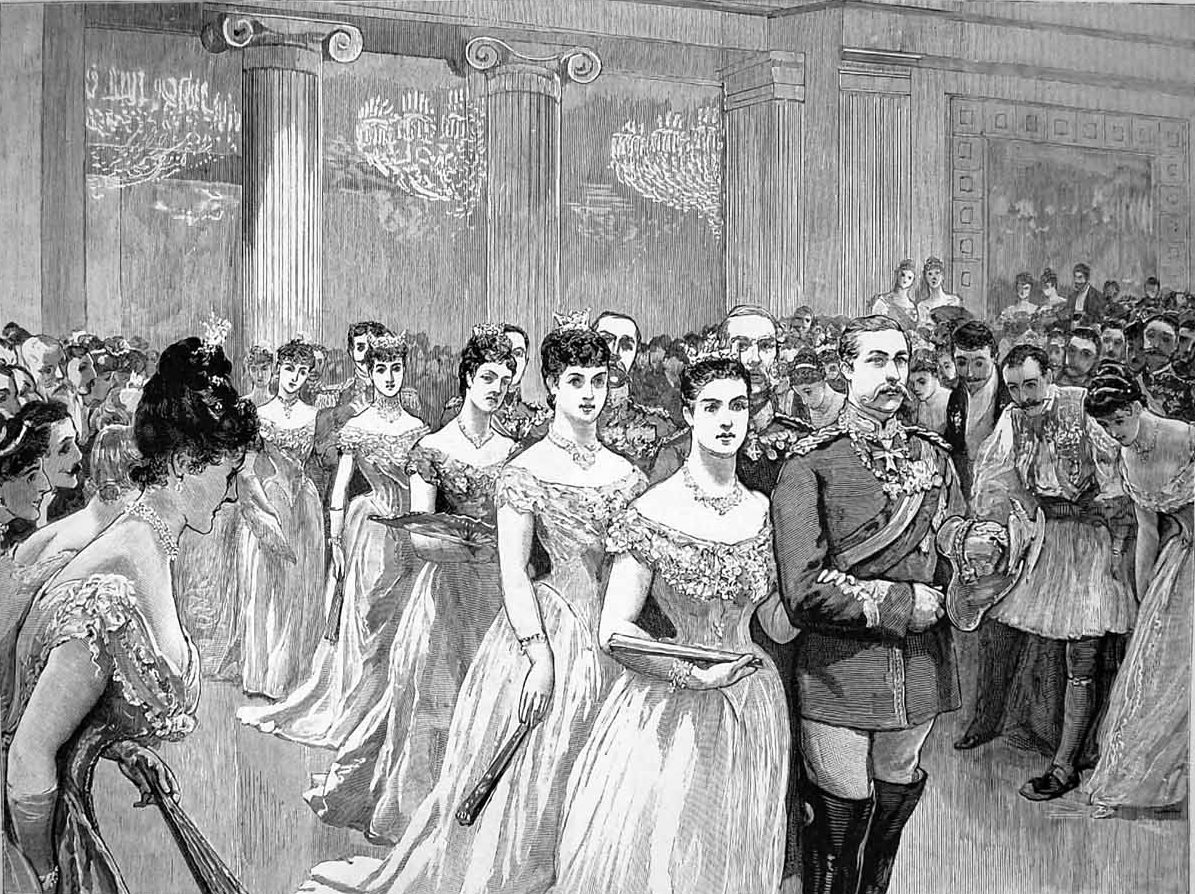
Lithographie datant de 1889 représentant un bal donné en l'honneur du mariage du diadoque Constantin avec la princesse Sophie.

Othon et Amélie emménagent en 1843 dans le palais royal. Le 3 septembre de la même année, le général Dimitrios Kallergis se présente avec ses hommes et une grande partie de la population aux fenêtres du souverain pour l'obliger à donner une constitution au Royaume. Cette révolution pacifique fait de ce bâtiment le symbole du pouvoir politique de la Grèce. La place à l'ouest du palais prend, en hommage à cet évènement, le nom de « place de la Constitution » (Πλατεία Συντάγματος, place Syntagma).

### Règne de GeorgesIer
Après le départ précipité d'Othon et son abdication, Georges Ier devient en 1864 le nouveau roi de Grèce. Il s'installe dans le palais avec sa famille, mais décide à partir de 1868 d'installer le diadoque, c'est-à-dire le prince héritier, dans un autre bâtiment : il fait alors construire le palais d'Irdodou Attikoú à cet effet. Dans le même temps, Georges fait construire deux résidences estivales : le domaine de Tatoï, à une vingtaine de kilomètres au nord d'Athènes, et la villa Mon Repos sur l'île de Corfou. Le palais royal est ravagé par un terrible incendie en 1909. Le monarque et sa famille s'installent à Idrodou Attikoú. Même après la reconstruction, Georges n'y revient pas tout de suite, contrairement à sa femme la reine Olga qui y demeure après l'assassinat de son mari en 1913. Constantin Ier le délaisse et son successeur Alexandre choisit de s'installer à Tatoï.

### Entre-deux-guerres

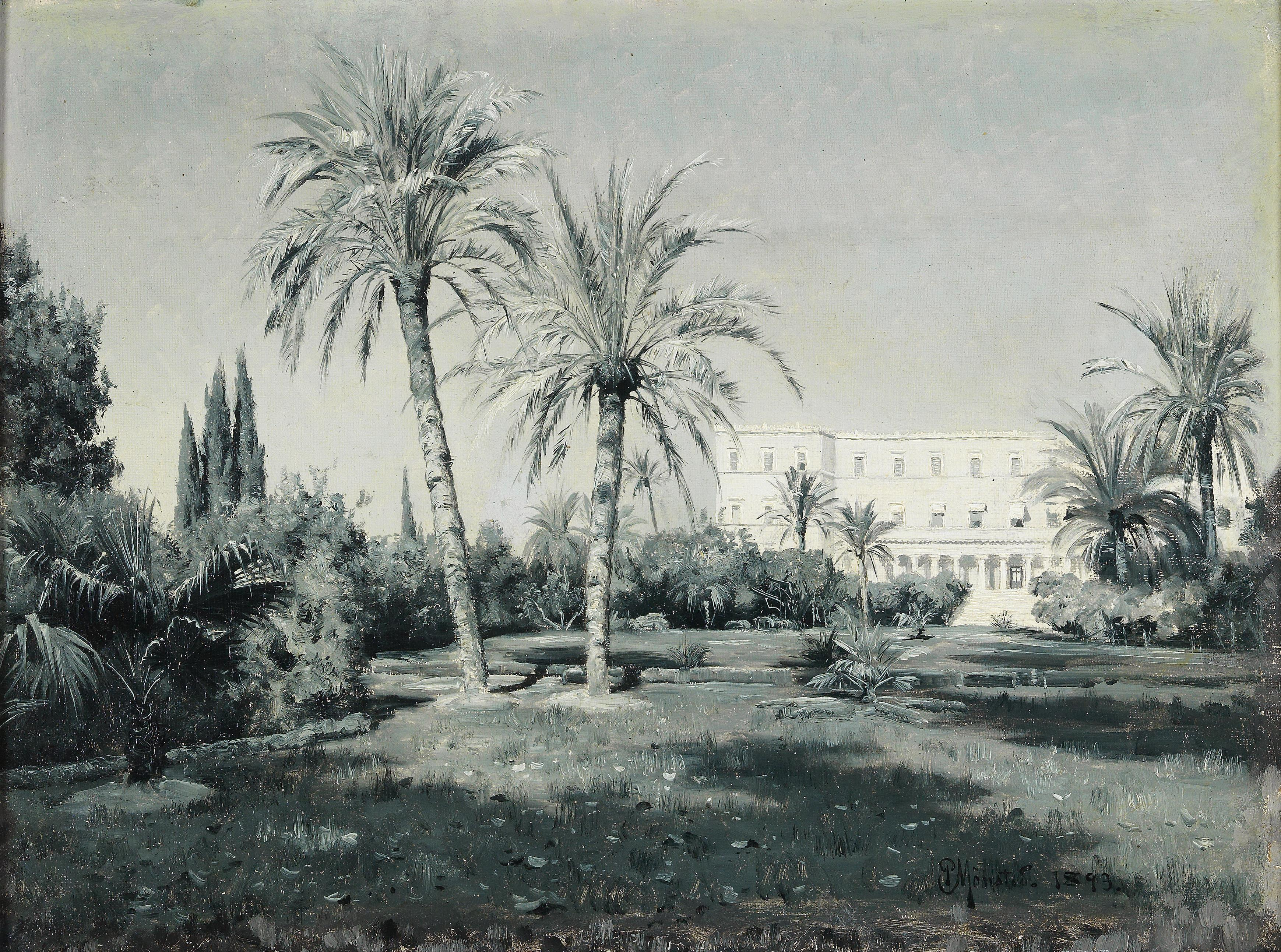
Vue du palais depuis le Jardin National, 1893.

La monarchie est abolie en 1924 par référendum et la république de Grèce est proclamée. La famille royale est contrainte à l'exil. Le palais  abrite alors les réunions du gouvernement républicain, et accueille les réfugiés venus d'Asie mineure après la défaite grecque de 1923 contre la Turquie. En novembre 1929, le gouvernement décide de déménager le Parlement, installé dans un bâtiment néoclassique de la rue Stadiou (aujourd'hui Musée d'histoire nationale), au palais royal. Ce transfert donne une nouvelle dimension à l'endroit : la république efface la monarchie. En 1926, le nouveau chef de l'État Theodoros Pangalos décide de construire un monument rendant hommage aux soldats morts dans les combats durant la Grande Guerre. Le projet est repris par Elefthérios Venizélos en 1930 qui mène à bien le projet.
En 1935, la monarchie est rétablie, mais le Parlement demeure. Désormais, pouvoir législatif et pouvoir royal doivent cohabiter. 

### Seconde Guerre mondiale et après-guerre
Durant la Seconde Guerre mondiale, la famille royale s'exile d'abord en Crète, puis à Alexandrie en Égypte où s'organise le gouvernement de la Grèce libre. À Athènes, le palais accueille un hôpital civil. 
En 1944, la Libération laisse la place à une guerre civile. Le bâtiment est épargné dans les combats entre la résistance communiste et les démocrates et royalistes soutenus par les Britanniques. En 1949, la famille royale revient au Palais mais préfère finalement s'installer dans sa propriété de Tatoï, à l'écart des tumultes politiques.
Le 21 avril 1967, une frange nationaliste et anti-communiste de l'armée grecque soutenue par les États-Unis organise un coup d'État et prend d'assaut le palais royal. La dictature des Colonels est reconnue par le roi Constantin II qui légitime le nouveau régime en acceptant de poser en photo avec eux dans le palais. La dictature des Colonels abolit finalement la monarchie en 1973. La chute de la dictature en 1974, précipitée par les évènements chypriotes et les émeutes estudiantines de l'École polytechnique un an plus tôt, entraîne la restauration de la démocratie. La monarchie est définitivement abolie à la suite d'un nouveau référendum le 8 décembre 1974.

### Le Palais aujourd'hui

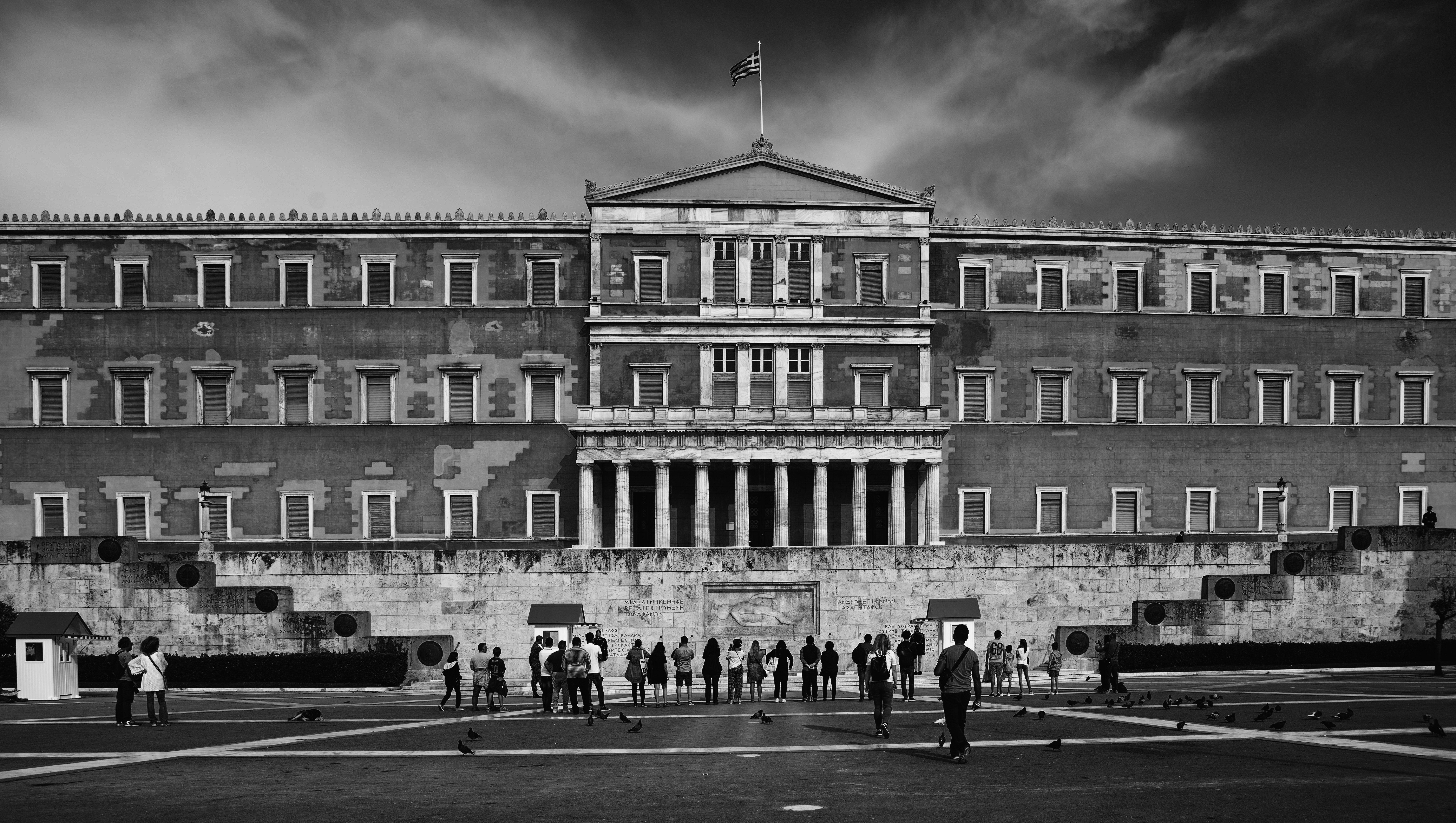
Photo en noir et blanc du palais.

La Grèce, devenue une République depuis 1974, a donné une fonction législative unique à l'ancien palais Royal. De nos jours, le bâtiment abrite les principaux services du Parlement hellénique, à savoir l'hémicycle et les bureaux du président de l'Assemblée ainsi que ses suppléants. En 2003, de nouvelles statues rendant hommage à deux grands Premiers ministres du pays, Charilaos Trikoupis et Elefthérios Venizélos, ont été inaugurées, ce qui contribue à renforcer l'image républicaine du Palais. Une exposition retraçant l'historique du bâtiment depuis ses origines a été organisée en 2009.
Devant le Parlement, la tombe du soldat inconnu est gardée par une unité d'infanterie de l'armée grecque appelée evzones. Les Evzones portent des uniformes grecs traditionnels dont la partie la plus distinctive est la fustanelle. La relève des gardes a lieu toutes les heures.

## Architecture
Le palais est construit en pierre, marbre et bois. Le marbre provenait des carrières du mont Pantélique, ainsi que des îles de Tinos, Paros et Naxos. L'architecte a aussi choisi d'importer du marbre de Carrare, en Italie. Le bois était affrété de l'île d'Eubée. Pour l'extérieur des ailes du bâtiment, Gärtner avait dessiné de nombreux dessins avec des décorations riches. Louis de Bavière, qui finançait l'ensemble, a imposé à l'architecte une certaine austérité. Malgré tout, ce dernier a réussi à donner au bâtiment un aspect imposant. Des fresques représentant les batailles héroïques de la guerre d'indépendance ont été peintes sur les côtés.
Le palais est un immense bâtiment rectangulaire de trois étages, avec vue à l'ouest sur la place Syntagma, cerné au sud et à l'est par le Jardin National et la rue Stadiou. Au nord, le palais est limitrophe avec l'avenue de la reine Sophia où se trouvent le ministère des Affaires Étrangères et l'ambassade de France. Le bâtiment a quatre ailes (une de chaque côté). L'intérieur est organisé en croix grecque avec une cour centrale. Les façades est et ouest mesurent chacune environ 90 mètres de long, tandis que les deux autres façades mesurent chacune environ 80 mètres.

## Galerie

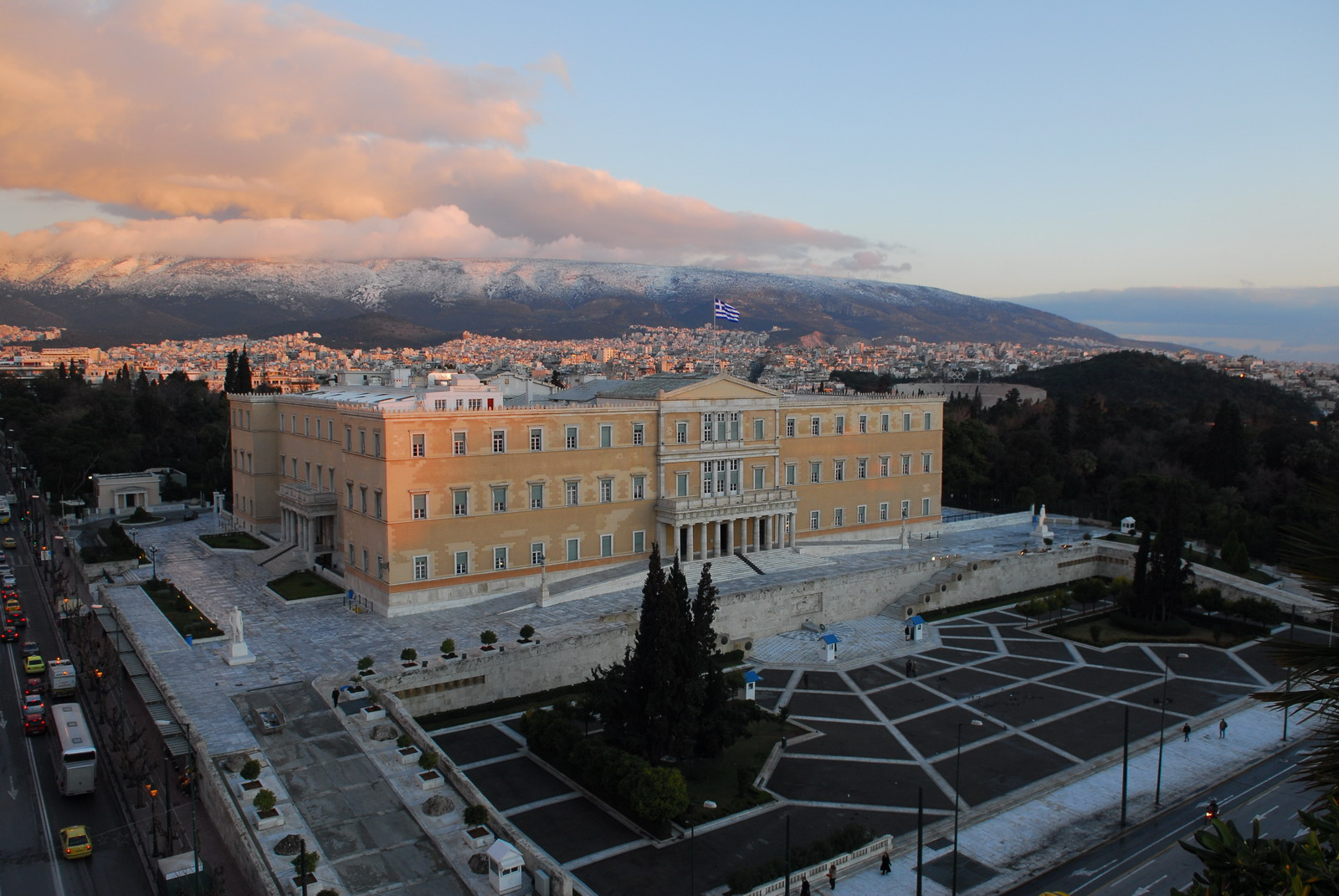
Vue panoramique du palais du parlement.
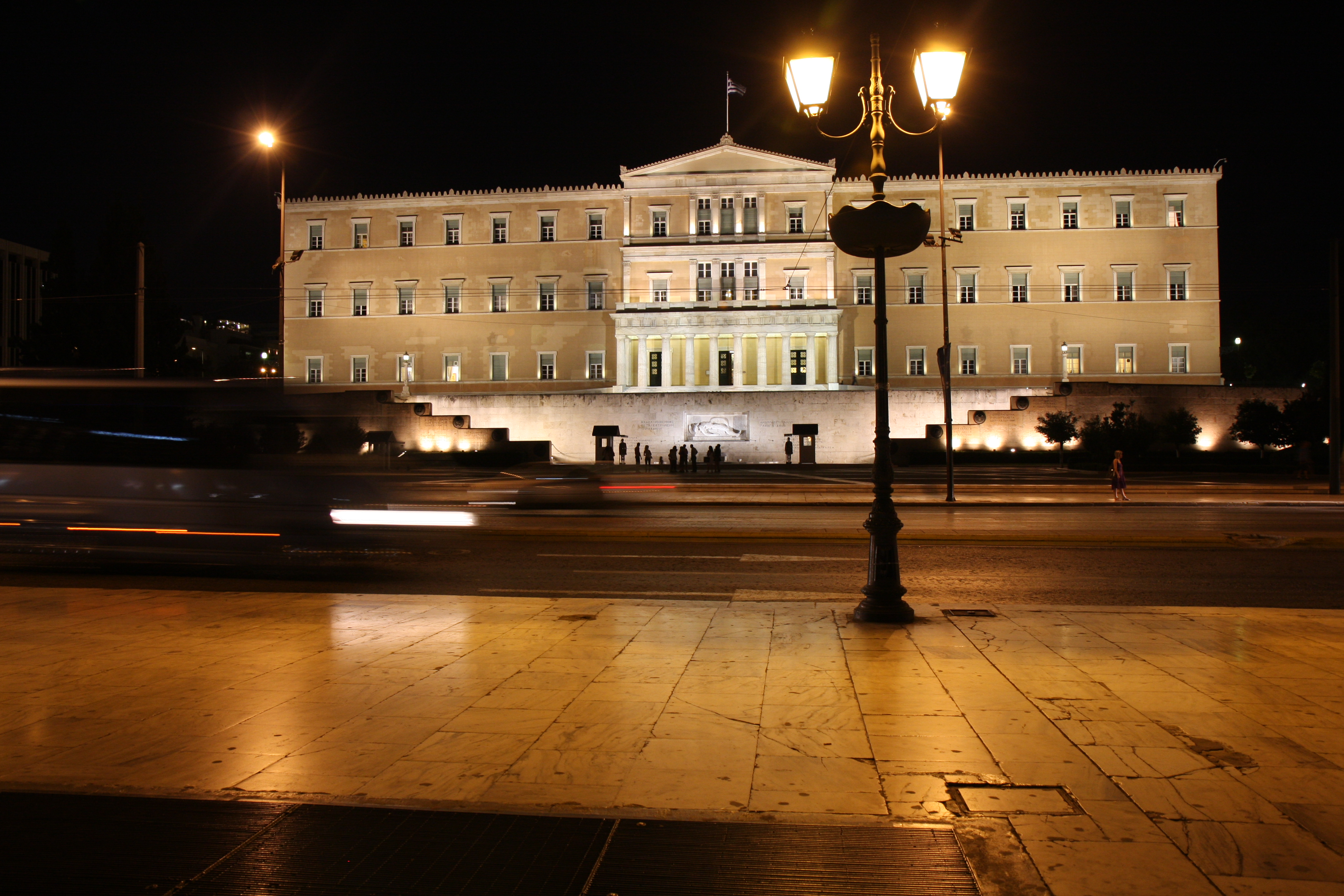
Vue du Parlement de nuit, à partir de la place Syntagma.
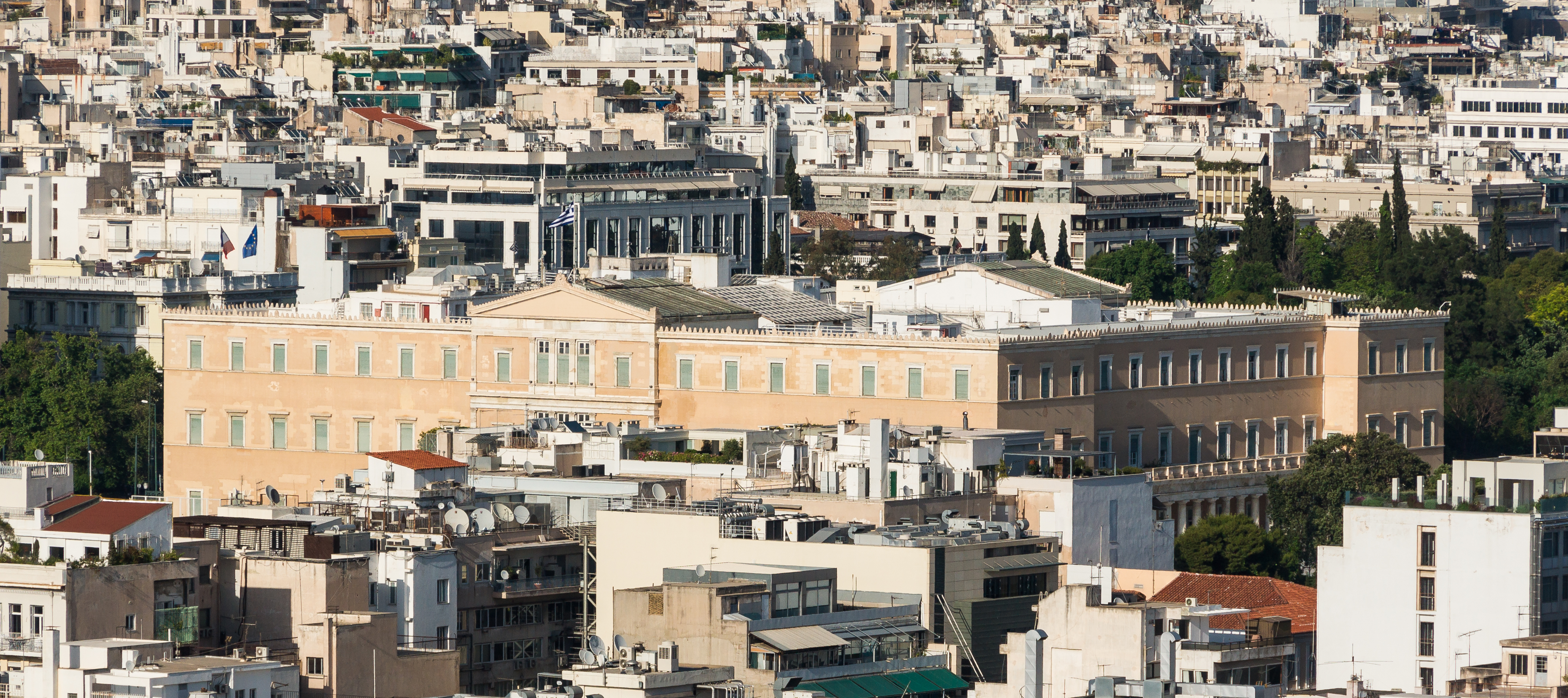
Vue depuis l'Acropole.
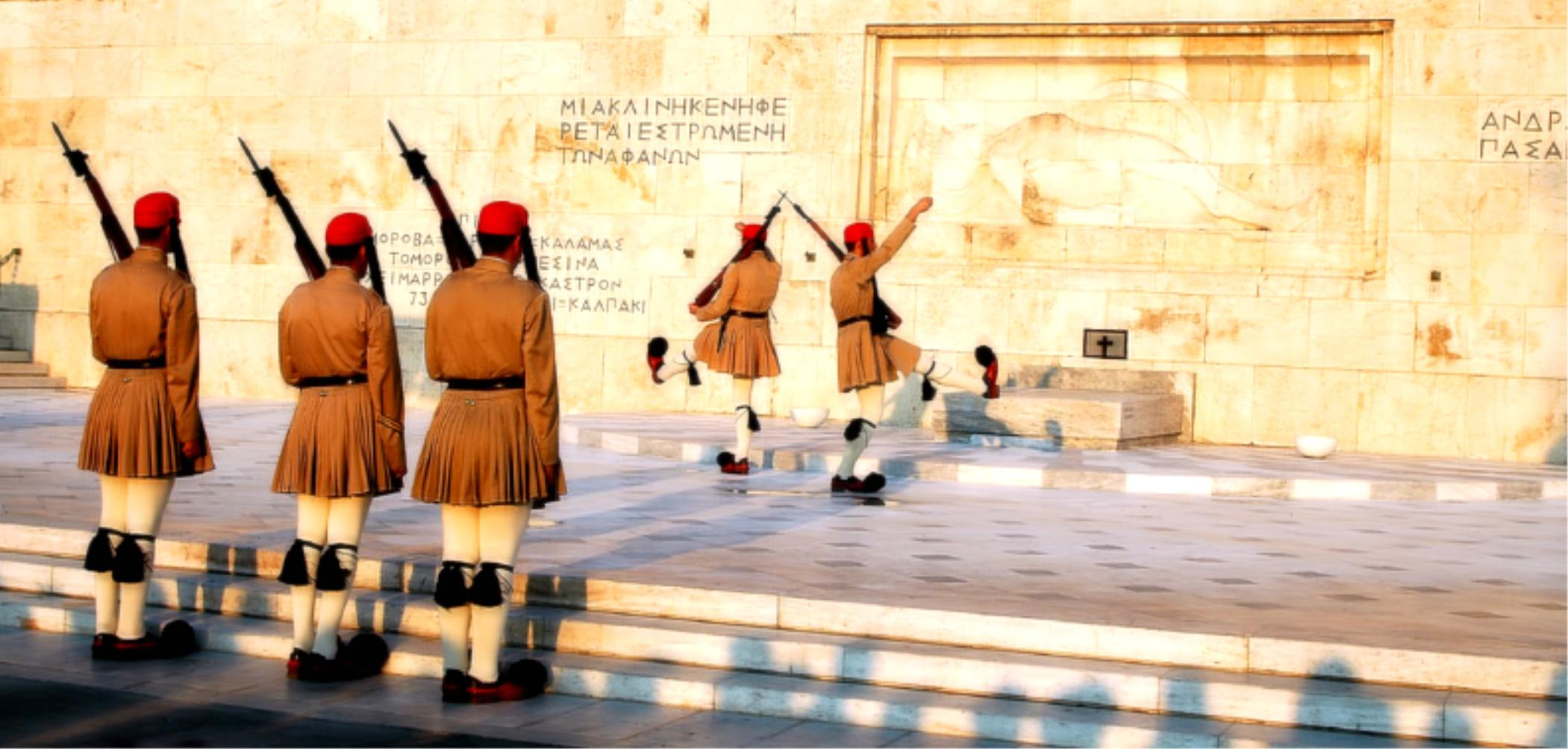
Evzones devant la Tombe du Soldat inconnu.